# Cơ cánh tay
Cơ cánh tay (tiếng Anh: Brachialis) là cơ nằm ở cánh tay trên có chức năng gấp khớp khuỷu. Cơ ở phía sau cơ nhị đầu cánh tay và tạo nên một phần hố trụ. Cơ cánh tay mang chức năng chính là gấp khuỷu tay. Mặc dù cơ nhị đầu được nhiều người tập thể hình chú trọng vì nó lồi lên mặt trước của cánh tay, nhưng cơ cánh tay mới thực sự tạo ra nhiều hơn 50% sức mạnh khi thực hiện động tác gấp khuỷu tay.

## Cấu tạo
Cơ cánh tay có nguyên ủy là mặt trước của nửa xa xương cánh tay, gần chỗ bám tận của cơ delta.

### Cung máu
Cơ cánh tay do các nhánh cơ của động mạch cánh tay và động mạch quặt ngược quay cung cấp máu.

### Chi phối thần kinh
Cơ cánh tay do thần kinh cơ bì chi phối. Thần kinh này chạy trên bề mặt mặt nông của cơ cánh tay, kẹp giữa cơ cánh tay và cơ nhị đầu. Tuy nhiên, ở 70-80% trường hợp, thần kinh quay (C5-T1) cũng chi phối cơ cánh tay. Ranh giới thần kinh chi phối cơ cánh tay của hai dây thần kinh nằm ở vị trí bám tận của cơ delta.

## Chức năng
Cơ cánh tay gấp khớp khuỷu. Không giống như cơ nhị đầu, cơ cánh tay không có bám tận ở xương quay, và không tham gia thực hiện động tác sấp và ngửa của cẳng tay.

## Lịch sử

### Từ nguyên
Trong tiếng La tinh, Bracchialis nghĩa là thuộc về cánh tay, có nguồn gốc từ tiếng Latin cổ Bracchium, "cánh tay".  Danh pháp musculus brachialis là thuật ngữ giải phẫu chính thức, được ghi chép trong Terminologia Anatomica. Danh pháp giải phẫu tiếng Việt là cơ cánh tay.

## Hình ảnh bổ sung

Vị trí của cơ cánh tay (màu đỏ)
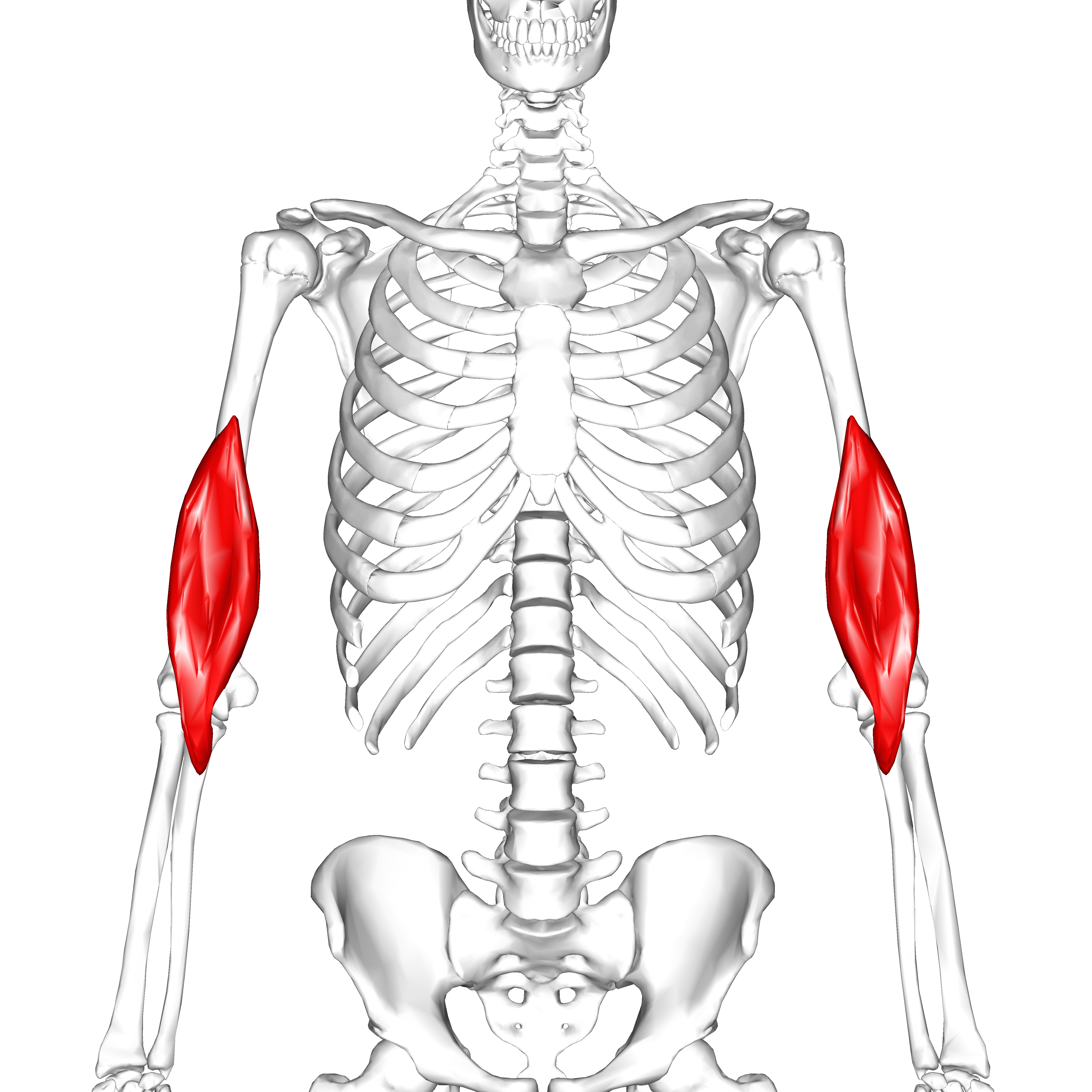
Vị trí của cơ cánh tay (màu đỏ)
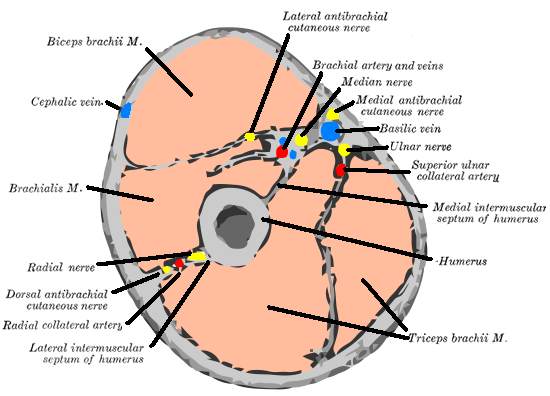
Thiết đồ qua đoạn giữa cánh tay. ("Brachialis" (cơ cánh tay) ở giữa bên trái.)
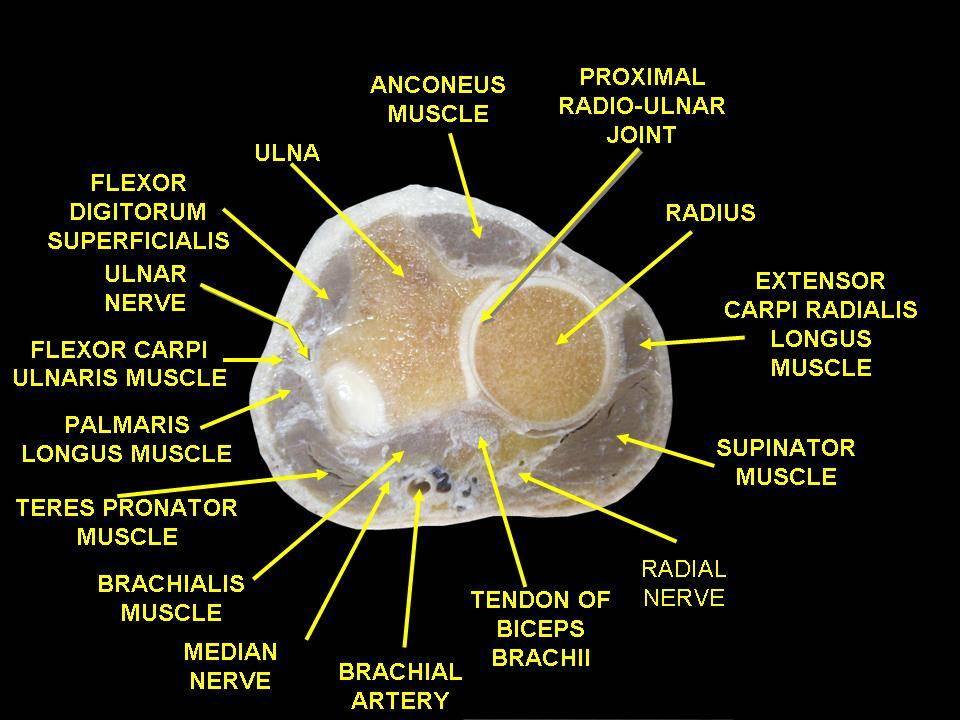
Cơ của cẳng tay, chứa đoạn bám tận của cơ cánh tay.  ("Brachialis" (cơ cánh tay) ở dưới cùng bên trái.)
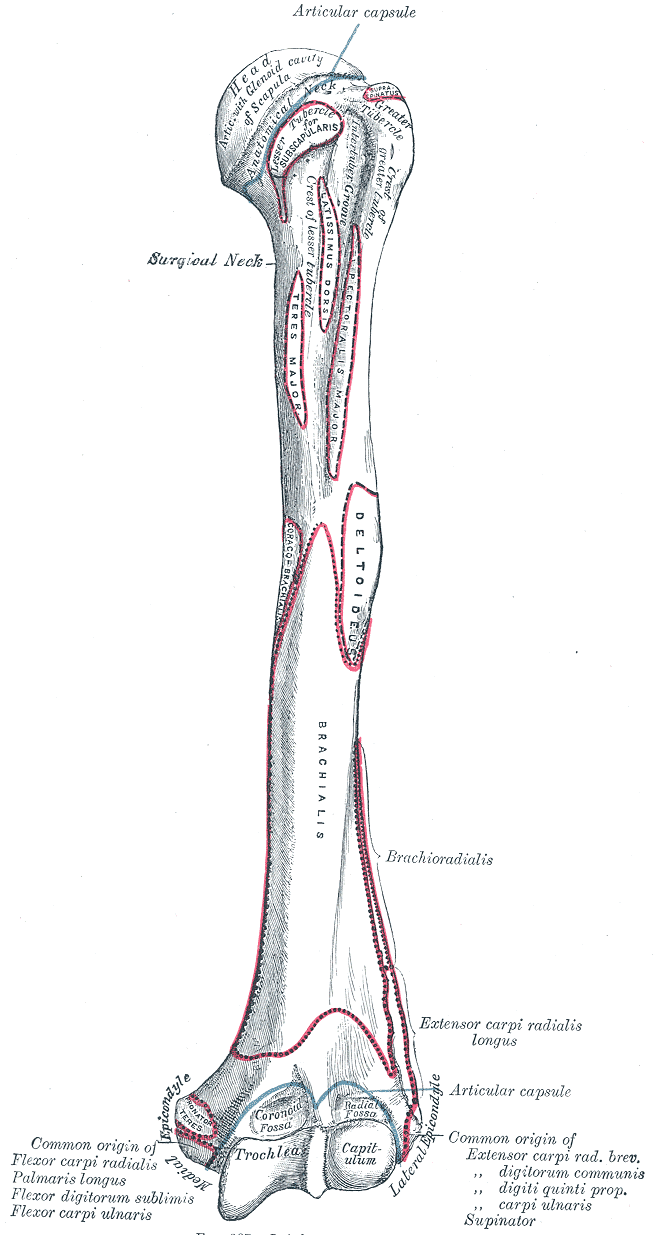
Xương cánh tay trái. Nhìn từ phía trước.
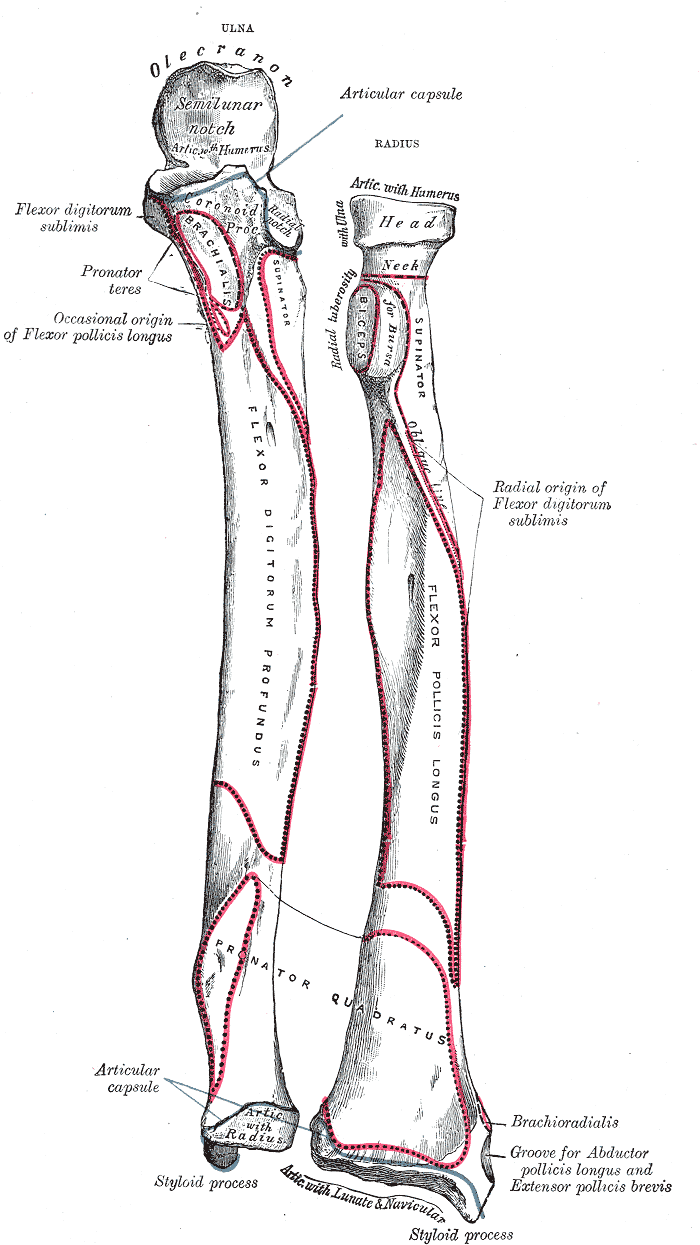
Hai xương cẳng tay trái. Nhìn từ phía trước.
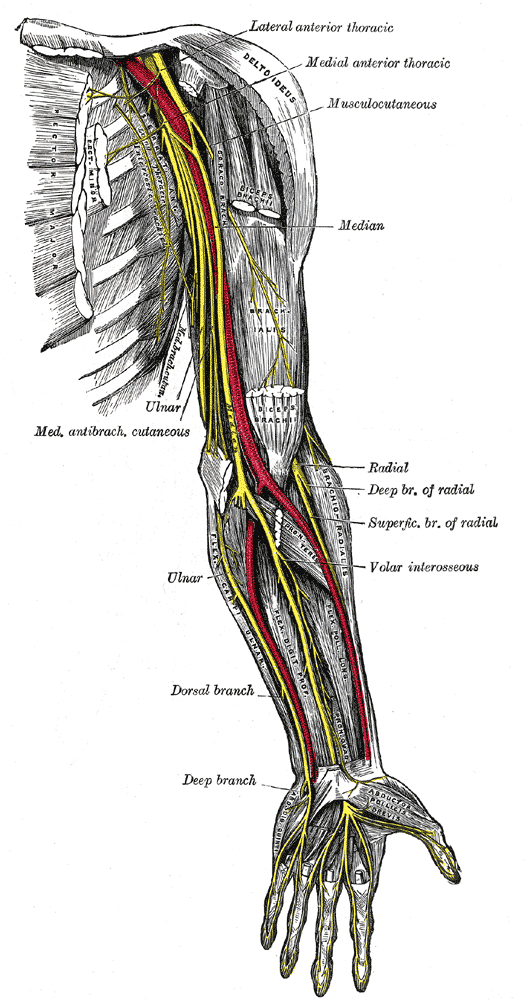
Thần kinh chi trên bên trái.
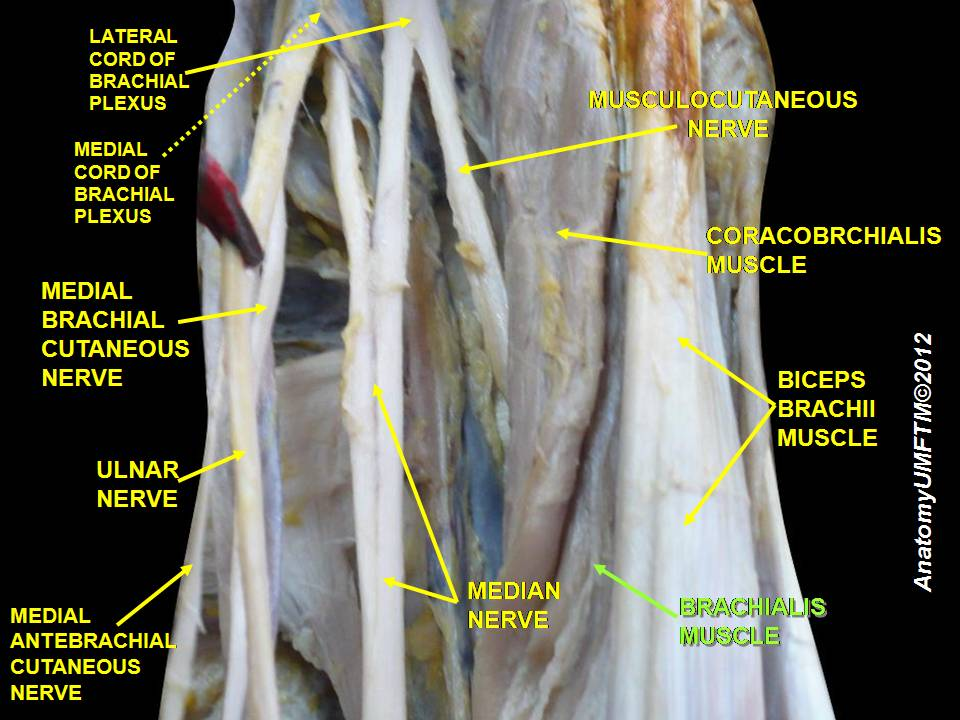
Cơ cánh tay (chú thích màu xanh lá cây)